# Reattore chimico PFR

Rappresentazione schematica di un reattore PFR. Da notare che la velocità (v) non varia con la distanza dall'asse centrale del reattore a causa dell'ipotesi di flusso a pistone.

Il reattore chimico PFR (sigla dall'inglese Plug Flow Reactor, in italiano "reattore con flusso a pistone") è un modello di reattore ideale continuo. La reazione chimica decorre all'interno del reattore e la concentrazione di prodotti aumenta con la variabile spaziale. Tale modello è utilizzato per predire la lunghezza del tubo necessaria a ottenere una certa resa.
La condizione di flusso a pistone assicura che non ci siano effetti di retromiscelazione.

## Modello matematico
Il modello matematico che descrive un PFR si ottiene a partire da un bilancio di materia con riferimento alle moli della specie i-esima presente nel reattore, in scala microscopica, con volume di riferimento generico. Usualmente è di comodità utilizzare un cilindretto di spessore dx e sezione S pari a quella del tubo, infatti tale sistema di coordinate cilindriche rappresenta in modo accettabile la morfologia del reattore. L'espressione differenziale generalizzata per singola specie in termini molari è quindi espressa in riferimento euleriano come:
{\displaystyle \mathrm {Accumulo} =\mathrm {Entrata} -\mathrm {Uscita} +\mathrm {Generazione} }
{\displaystyle {\partial C_{i} \over \partial t}=-{\vec {v}}\cdot \nabla C_{i}+\nabla \cdot (D_{iN}\nabla C_{i})+r_{i}}
dove:
- C è la concentrazione di i, in mol m-3;
- v è il vettore velocità, in m s-1;
- DiN è la diffusività relativa della specie i rispetto a tutte le altre specie N ≠ j, in m2 s-1;
- r è la velocità di produzione della specie i, in mol s-1 l-1.

Il modello PFR ideale prevede che ci si metta nelle condizioni di regime stazionario (quindi accumulo nullo), moto a pistone perfetto (ovvero il vettore velocità ha solo componente assiale {\displaystyle v_{z}} costante lungo il profilo del reattore) ed assenza di moti diffusivi (cioè diffusività nulla). Nell'ipotesi di densità massica costante nello spazio (che implicherebbe altresì variazioni di portata massica e quindi variazione di velocità con la coordinata assiale), segue che:
{\displaystyle 0=-v_{z}{\frac {dC_{i}}{dx}}+r_{i}}
{\displaystyle v_{z}{\frac {dC_{i}}{dx}}=r_{i}}
e riconoscendo che {\displaystyle {\frac {dx}{v_{z}}}=d\tau } è il tempo di residenza, si può riscrivere:
{\displaystyle {\frac {dC_{i}}{d\tau }}=r_{i}}

## Dimensionamento
Il modello PFR viene utilizzato per il dimensionamento di reattori reali che possono esservi approssimati entro un limite di accettabilità. Ad esempio il reattore per il Processo Haber-Bosch, all'interno del quale seppure esiste una suddivisione di strati catalitici con interrefrigerazioni sequenziali (comportamento quindi fortemente non ideale), il primo dimensionamento deve essere fornito sulla base di PFR ideale. Successivi accorgimenti sono forniti in maggior parte da dati sperimentali sulla cinetica di reazione e sulla morfologia finale del catalizzatore.
Si supponga ad esempio di avere una reazione elementare (ossia irreversibile e per cui valga la legge di azione di massa) A → Prodotti, allora si ha che:
{\displaystyle r_{A}=-kC_{A}}
{\displaystyle {\frac {dC_{A}}{d\tau }}=-kC_{A}}
e integrando per separazione di variabili (come condizione al contorno si ponga {\displaystyle C_{A}(\tau =0)=C_{A}^{0}}):
{\displaystyle C_{A}=C_{A}^{0}e^{-k\tau }}
{\displaystyle \tau =-{\frac {1}{k}}\log {\frac {C_{A}}{C_{A}^{0}}}}
da cui a portata nota è possibile risalire al volume che deve possedere il reattore.